# 소현중학교
소현중학교(韶峴中學校)는 대한민국 경기도 용인시 기흥구 보정동에 있는 공립 중학교이다.

## 학교 연혁
- 2002년 1월 14일 : 소현중학교 30학급 설치(도 조례 제3163호)
- 2004년 1월 19일 : 소현중학교 15학급 인가
- 2004년 3월 1일 : 소현중학교 개교(6학급)
- 2004년 3월 1일 : 초대 김영화 교장 취임
- 2005년 2월 17일 : 제1회 졸업식(1학급 11명)
- 2023년 3월 1일 : 제7대 양은숙 교장 취임
- 2024년 1월 17일 : 제20회 졸업장 수여식(227명, 총 누계 3,651명)
- 2024년 3월 4일 : 제21회 신입생 입학식(256명)

## 참고 자료
- 소현중학교 - 한국교육학술정보원 학교알리미